# معجزات عیسی

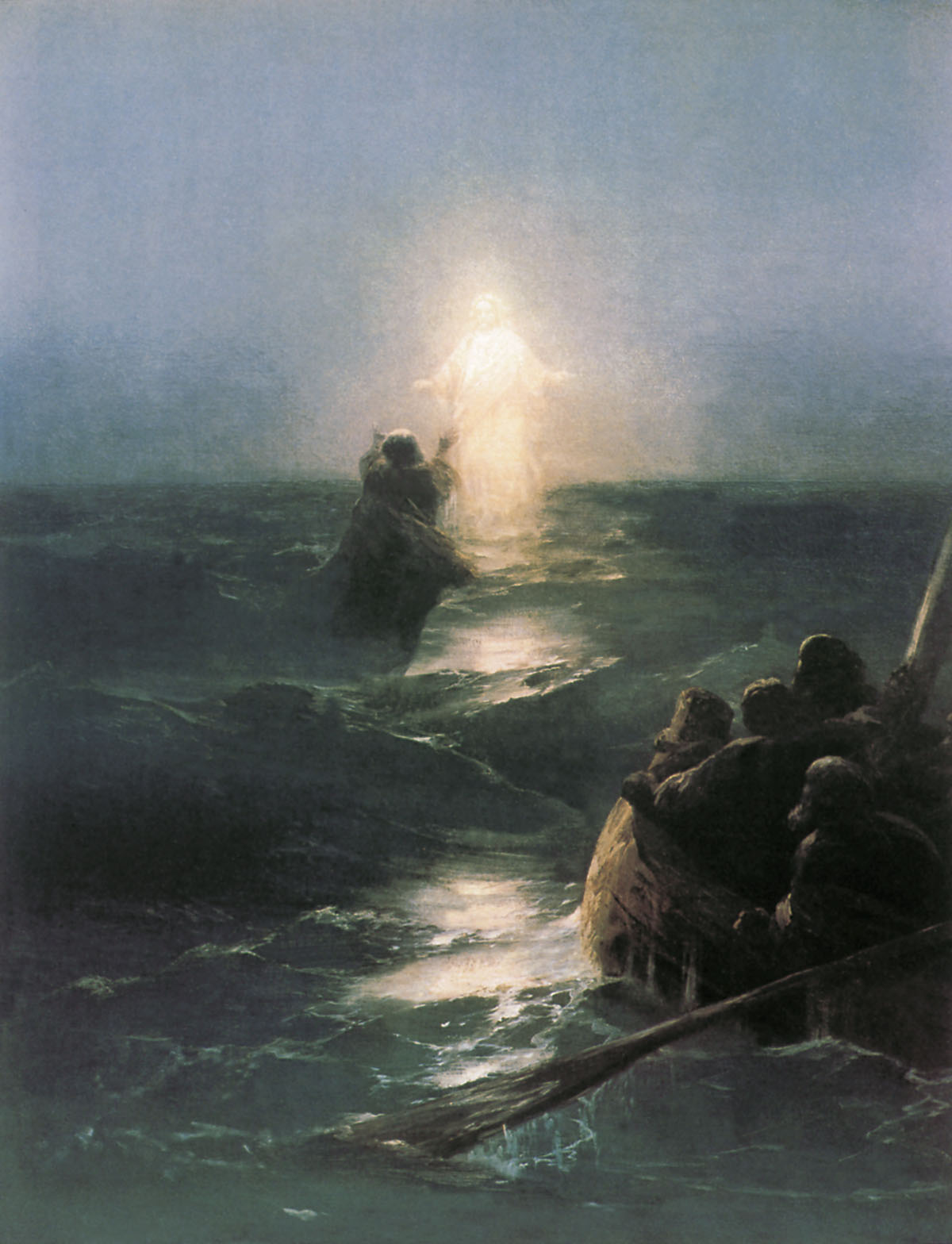
مسیح روی آب راه می‌رود، اثر ایوان آیوازوفسکی، ۱۸۸۸.

معجزات عیسی اقدامات فراطبیعی هستند چنان‌که در متون مسیحی و متون اسلامی توصیف شده‌اند. یوحنا ۲۱:۲۵ اظهار می‌دارد که «عیسی کارهای بسیار دیگری هم انجام داد که اگر جزئیات آن‌ها به تفصیل نوشته شود گمان می‌کنم تمام دنیا هم گنجایش کتابهایی را که نوشته می‌شد نمی‌داشت.» هنریک فن در لوس این معجزات را به چهار رده تقسیم می‌کند: شفاهاً، جن‌گیری، زنده کردن مردگان و کنترل بر طبیعت.
در انجیل‌های هم‌نوا (متی، مرقس و لوقا) عیسی برای اثبات اقتدارش از ارائه نشانی اعجازآمیز سرباز می‌زند. در انجیل یوحنا گفته می‌شود عیسی هفت نشانهٔ اعجازآمیز انجام داده‌است که رسالتش را نشان می‌دهد، از تبدیل آب به شراب در آغاز رسالتش تا برخاستن ایلعازر در پایان. بعضی معجزات عیسی نظیر زنده کردن مردگان، صحبت کردن در گاهواره و کنترل بر طبیعت در قرآن نیز عیناً ذکر شده‌است هرچند که در مورد بعضی دیگر نظیر تبدیل آب به شراب صحبتی نشده‌است.
معجزات برای بسیاری از مسیحیان و مسلمانان وقایع واقعی تاریخی است. دیگران، نظیر برخی مسیحیان لیبرال این داستان‌ها را مجازی می‌دانند. برخی دانشوران مسیحی استدلال‌هایی برای تاریخی بودن معجزات ارائه می‌دهند. دانشوران مدرن، که از دیدگاه روشنگری کار می‌کنند، گرایش دارند در خصوص معجزات موضع شکاکانه‌ای اختیار کنند.

## در کتاب مقدس

### انواع معجزات و دلیل
دو نوع اصلی از معجزات عیسی در کتاب مقدس وجود دارد. آن‌هایی که به مردم مربوط هستند و آن‌هایی که مربوط به طبیعت می‌باشند. سه نوع شفا از طرف عیسی در کتاب مقدس اتفاق می‌افتد، وقتی یک فرد بیمار سلامت خود را باز می یابد، وقتی شیاطین از بدن یک فرد خارج می‌شوند و وقتی یک فرد مرده دوباره زنده می‌شود. تنها معجزه دیگری که مربوط به خود عیسی است الهی شدن او است. نکته مشترک تمامی این معجزات این است که عیسی هیچ نوع پاداشی در برابر شفای بیماران دریافت نمی‌کند.

### شفا دادن
بیشترین تعداد معجزات عیسی در کتاب مقدس مربوط به شفای بیماران است. بعضی اوقات این شفا با گفتن یک حرف و بعضی اوقات حتی بدون هیچ حرفی و فقط با یک تماس اتفاق می‌افتد.

### بینا کردن نابینا
در اناجیل چهارگانه چهار مرتبه کوران به دست عیسی بینا می‌شوند. هر چهار انجیل در مورد بینا کردن نابینا در نزدیکی اریحا کمی قبل از مصائب مسیح سخن می‌گویند. در انجیل متی از بینا شدن دو نابینا در گالیله سخن گفته می‌شود. نابینایان به عیسی «پسر داوود» می‌گویند و او به چشمان آنان دست زده و آن‌ها بینا می‌شوند. بینا شدن نابینای ارثی در انجیل یوحنا گفته می‌شود و در زمان عید سکوت اتفاق می‌افتد. عیسی مقداری گِل بر روی چشم مرد قرار می‌دهد و به او می‌گوید که چشمانش را بشوید. بعد از شستشو آن مرد بینا می‌شود.

### جذام
در همه انجیل‌ها به غیر از انجیل یوحنا داستان شفا یافتن مرد جذامی گفته می‌شود. عیسی به مرد سفارش می‌کند که در مورد شفا یافتنش چیزی به کسی نگوید ولیکن مرد به دستور عیسی گوش نداده و به تمامی مردم در مورد شفایافتنش به دست عیسی خبر می‌دهد. عیسی ناراحت شده و از مردم دوری می‌گزیند. در انجیل لوقا عیسی ده جزامی را به سمت معبد اورشلیم می‌فرستد و همه در راه شفا می یابند؛ ولیکن از این ده نفر تنها مرد سامری برای تشکر بازمی‌گردد.

### معلولان
در همه انجیل‌ها به غیر از انجیل یوحنا در مورد شفا یافتن معلول در کاپرنوم صحبت می‌شود. بر اساس داستان انجیل یک معلول بر روی یک فرش به پیش عیسی آورده شد. عیسی به او می‌گوید که بلند شده و راه رود و او نیز بلند می‌شود و شفا میابد. عیسی به او می‌گوید که گناهانش بخشیده شدند که باعث خشم فریسیان می‌گردد. انجیل یوحنا داستان مشابهی در مورد شفا یافتن یک معلول در بتسدا بیان می‌کند.

### زنان
شفا یافتن زنی که به خون‌ریزی مبتلا بود در تمامی انجیل‌ها به غیر از انجیل یوحنا روایت شده‌است. در این داستان زنی که به مدت ۱۲ سال خون‌ریزی داشت به عیسی نزدیک شده و لباس او را می‌گیرد و آنا شفا می یابد. داستان دیگری در مورد شفا یافتن مادر زن پطرس نیز در اناجیل ذکر شده‌است. در انجیل لوقا عیسی یک زن را که به مدت هجده سال معلول شده بود شفا می‌بخشد.

## جن‌گیری
بر اساس اناجیل در زمان‌های مختلف عیسی شیاطین را از بدن مردم خارج می‌کند. هیچ‌کدام از این اتفاقات در انجیل یوحنا ذکر نشدند و به نظر می‌رسد دلیل آن اختلاف مذهبی باشد.
هفت جن‌گیری اصلی به دست عیسی صورت می‌گیرد:
- جن‌گیری در کنیسه کاپرنوم. عیسی شیطانی را که به او می‌گوید: «ای عیسی فرزند خدای متعال با ما چه کار داری؟ آیا آمدی ما را نابود کنی؟ من می‌دانم تو که هستی - آن مقدس خداوند» از بدن فردی خارج می‌کند.
- جن‌گیری گراسن
- جن‌گیری دختر زن کنعانی
- جن‌گیری نابینا و لال
- جن‌گیری پسر مسخ شده
- جن‌گیری در غروب خورشید
- جن‌گیری یک لال

## زنده کردن مردگان
در اناجیل سه بار در مورد زنده شدن مردگان به دست عیسی سخن گفته شده‌است:
- دختر جایروس: جایروس که فرد مهمی در کنیسه است از عیسی درخواست می‌کند که دخترش را مداوا کند؛ ولیکن وقتی عیسی در راه رفتن به منزل او است دختر او می‌میرد. عیسی به او می‌گوید که دخترش تنها خواب است و او را با گفتن لغات تلیتا کم به زندگی بازمی‌گرداند.
- مرد جوان ناین: مرد جوانی که فرزند یک بیوه است برای دفن در ناین آورده می‌شود. عیسی مادر او را می‌بیند و به حال او غصه می‌خورد و به او می‌گوید که گریه نکند. عیسی به تابوت مرد نزدیک شده و به او می‌گوید که بلند شود و او نیز بلند می‌شود.
- زنده‌کردن لازاروس: لازاروس یکی از دوستان عیسی است که چهار روز است که مرده‌است. عیسی به قبر او نزدیک شده و به او می‌گوید که بلند شود. لازاروس بلند شده و دوباره زنده می‌شود.

## کنترل طبیعت

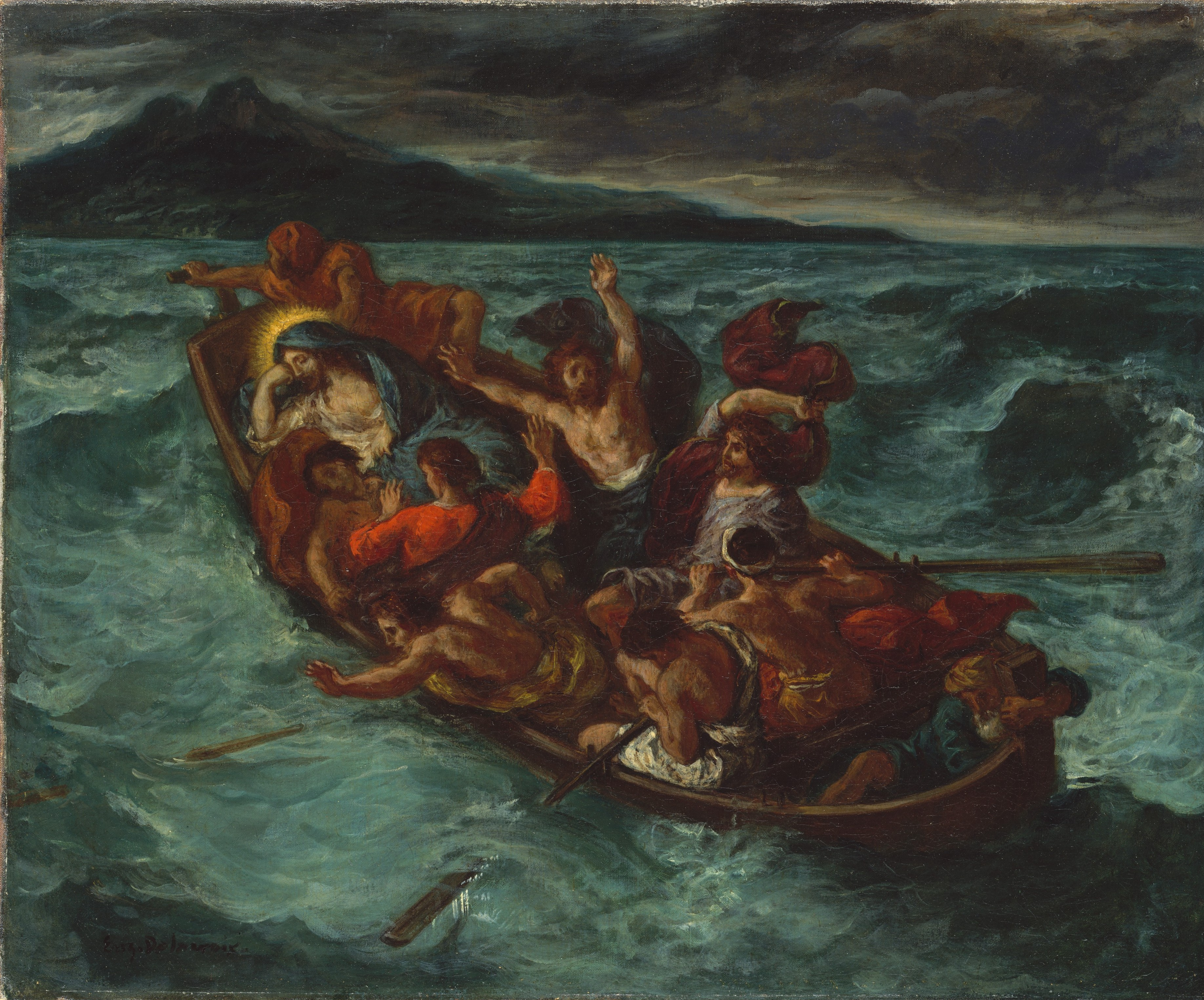
تابلوی آرام‌کردن طوفان در دریا، نام اثری از اوژن دولاکروا، نقاشِ برجستهٔ فرانسوی است که حوالی سال ۱۸۵۳ میلادی ترسیم شد. تابلو یکی از معجزات منسوب به عیسی به نام «آرام‌کردن طوفان» را به تصویر کشیده‌است.

در اناجیل هشت اتفاق که نشان دهنده قدرت عیسی در کنترل طبیعت است ذکر شده‌است:
- تبدیل آب به شراب
- خشک شدن آب و ماهیگیری
- تغذیه انبوه خلق
- راه رفتن بر روی آب
- تجلی عیسی
- آرام‌ کردن طوفان در دریا
- پیدا کردن سکه در دهان ماهی
- لعنت درخت انجیر
- قحطی ماهی‌ها

## در قرآن
بیشتر معجزات عیسی در قرآن نیز مجدداً تکرار شده‌اند. علی‌الخصوص معجزات شفا دادن بیماران، زنده کردن مردگان، تبدیل گل به پرنده در در قرآن عیناً تأیید شده‌اند.

## نقاشیهایی از معجزات

### شفاهاً

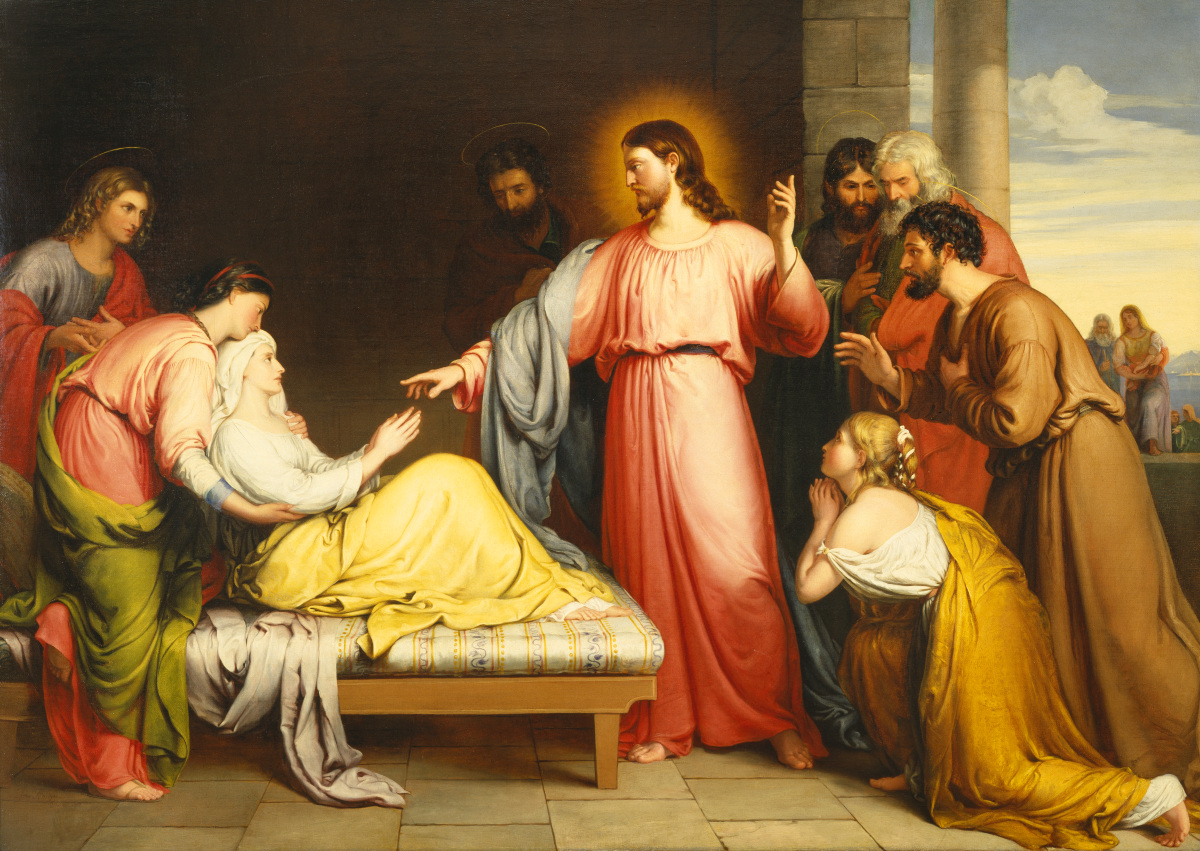
شفای مادرزن پطرس
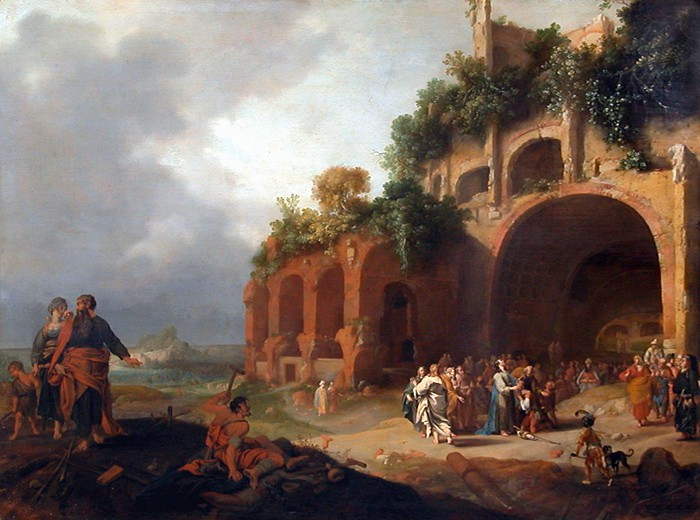
شفای کرولال دکاپولیس
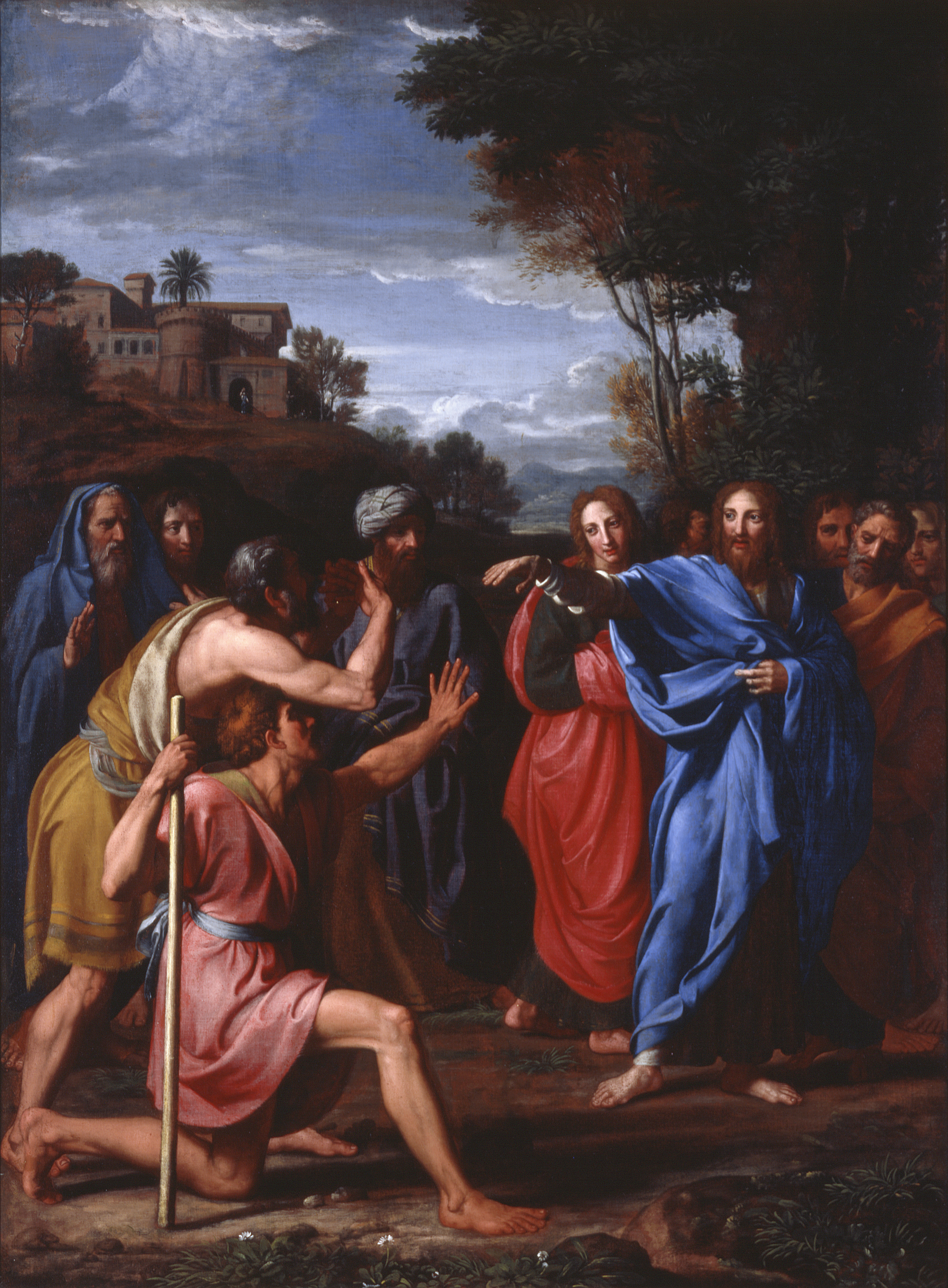
شفای نابینای مادرزاد
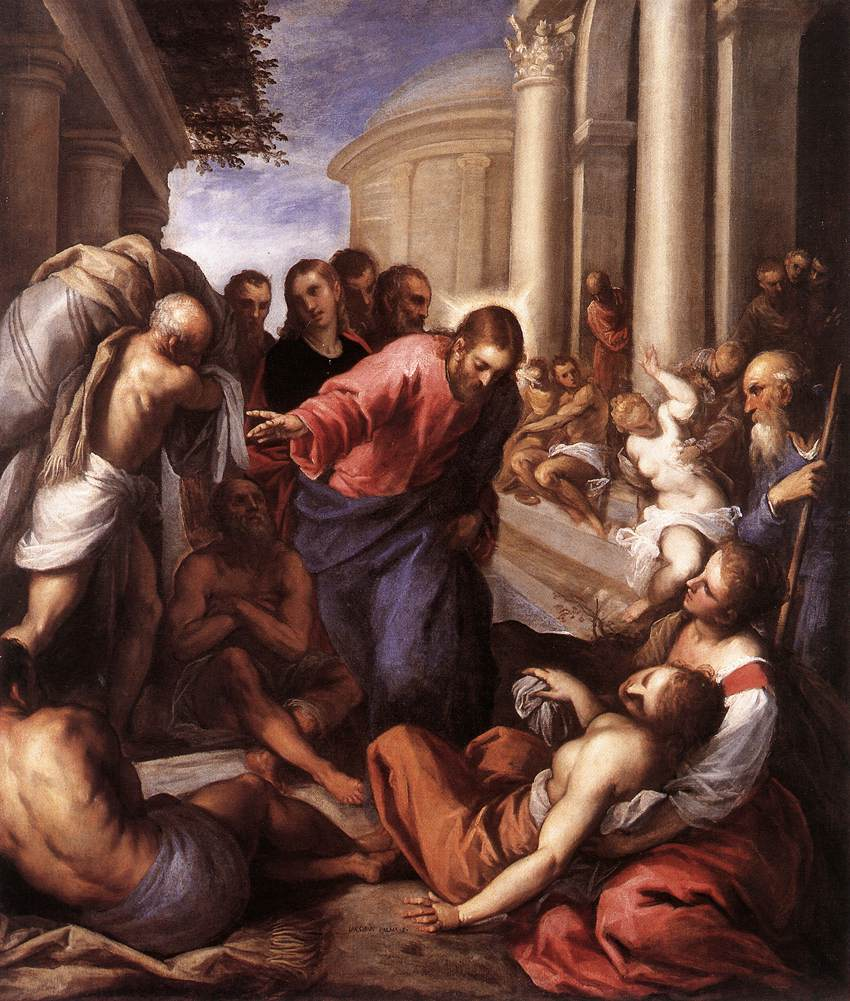
شفای فلج بیت‌صیدا
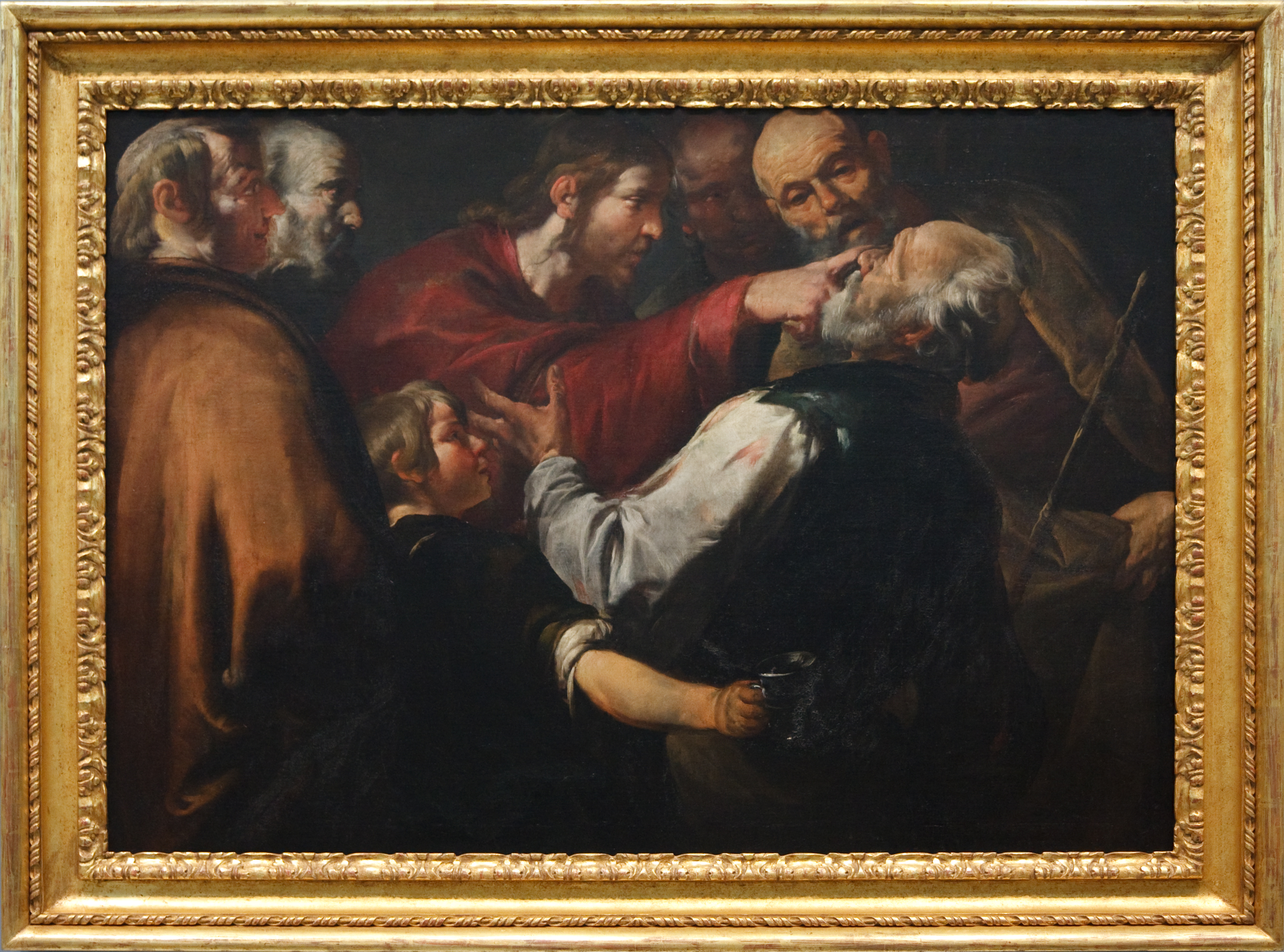
نابینای بیت‌صیدا
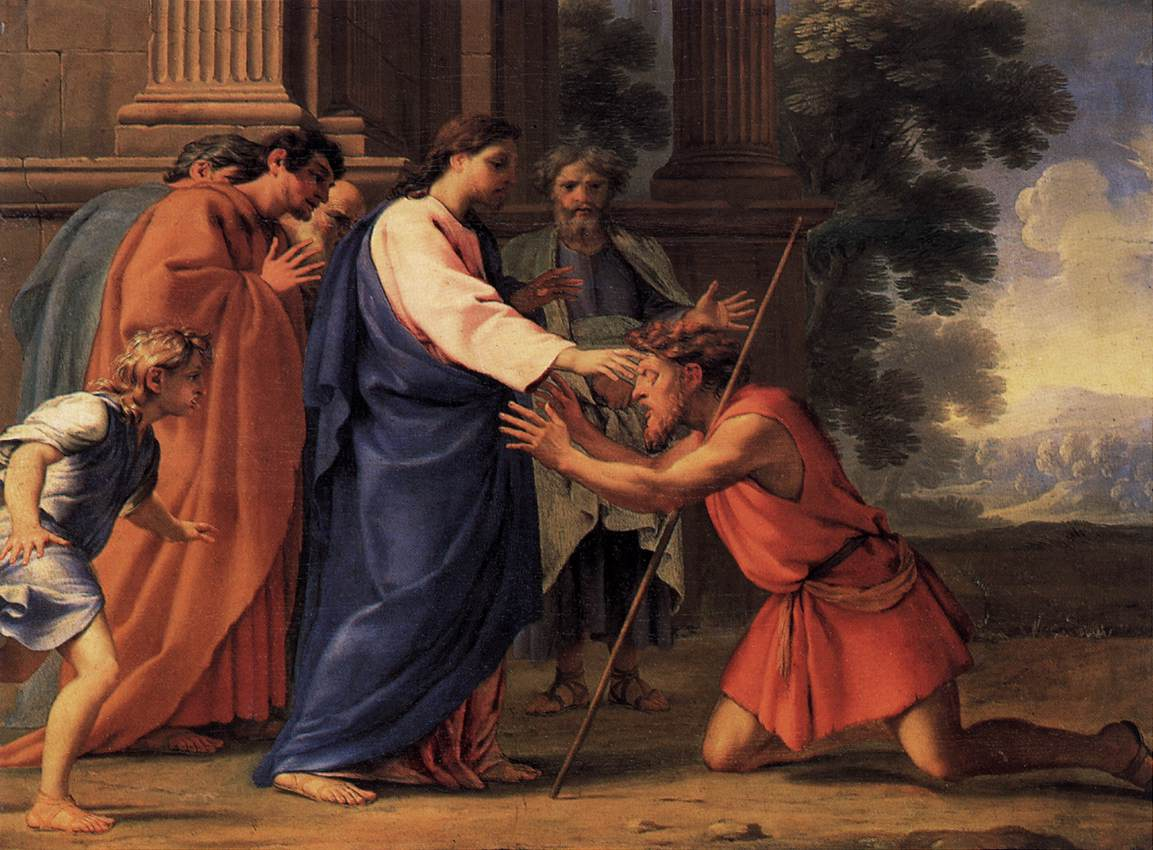
مرد نابینا در جریکو
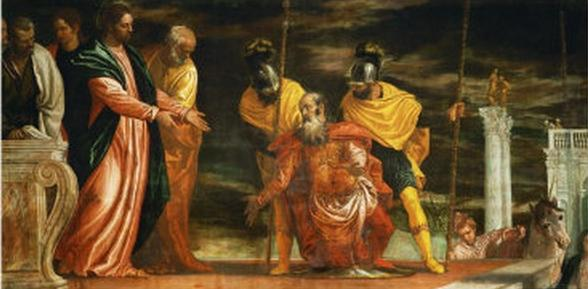
شفای خادم سنتورین
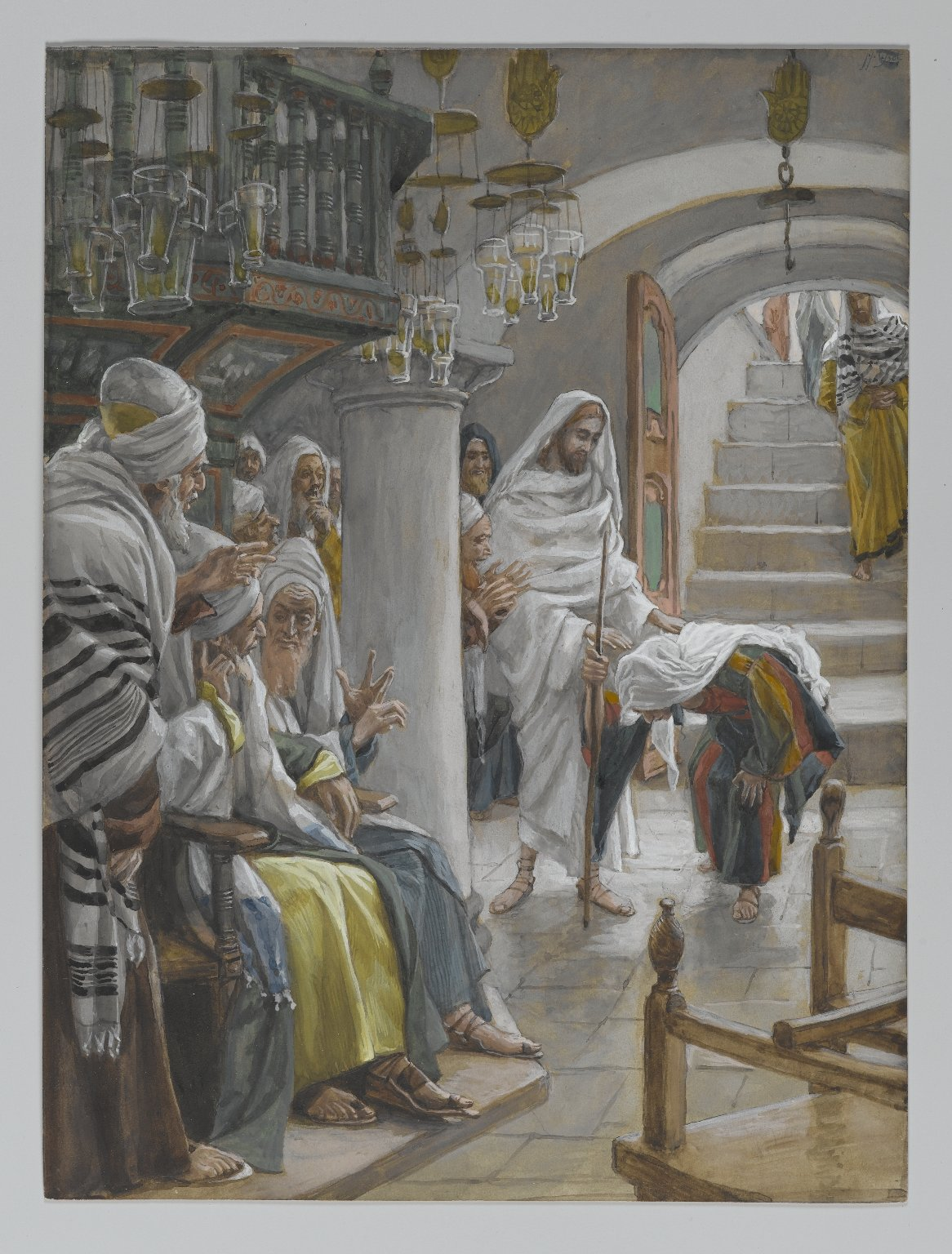
مسیح در حال شفای زن ناتوان
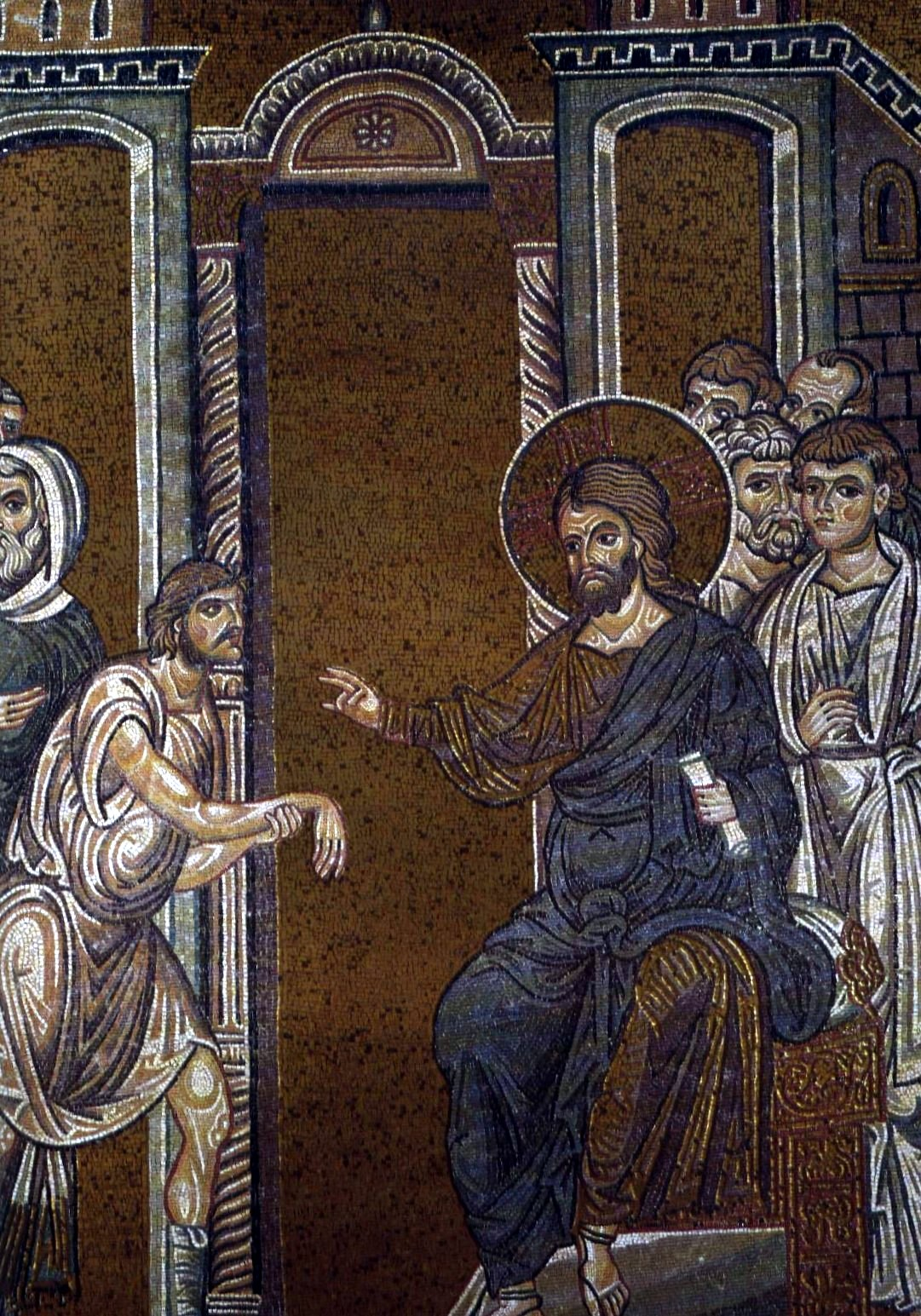
مرد دست خشکیده
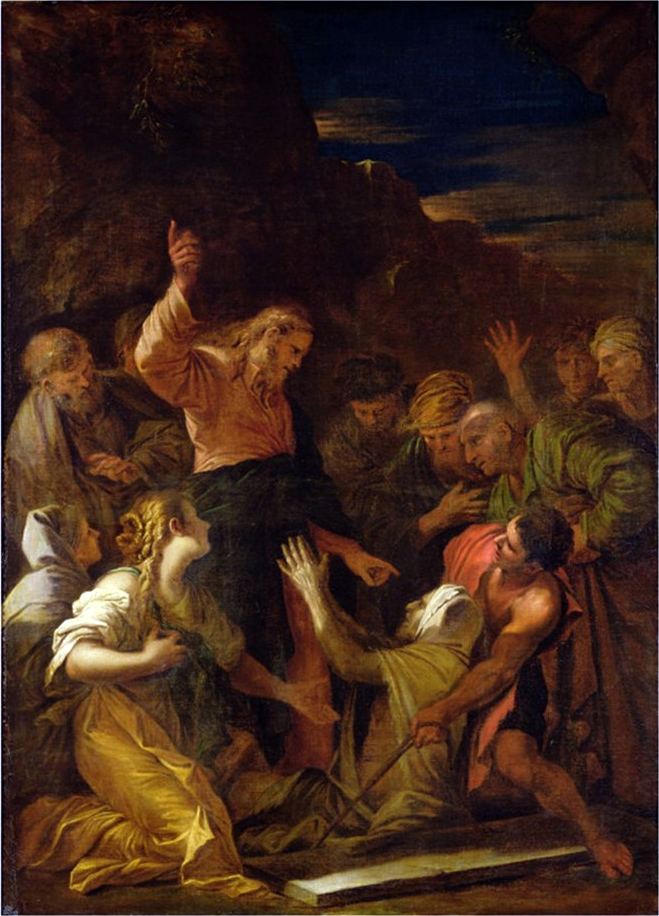
پاک کردن جذامی
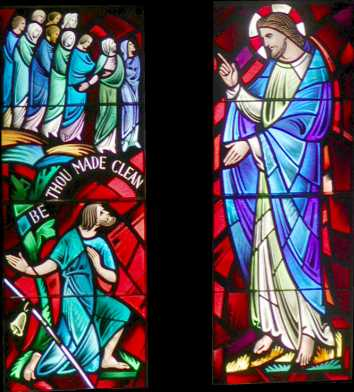
پاک کردن ده جذامی
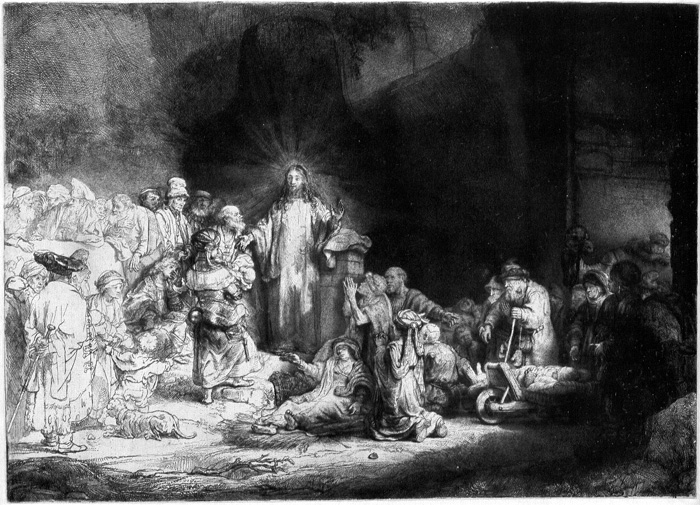
شفای مرد ورم کرده
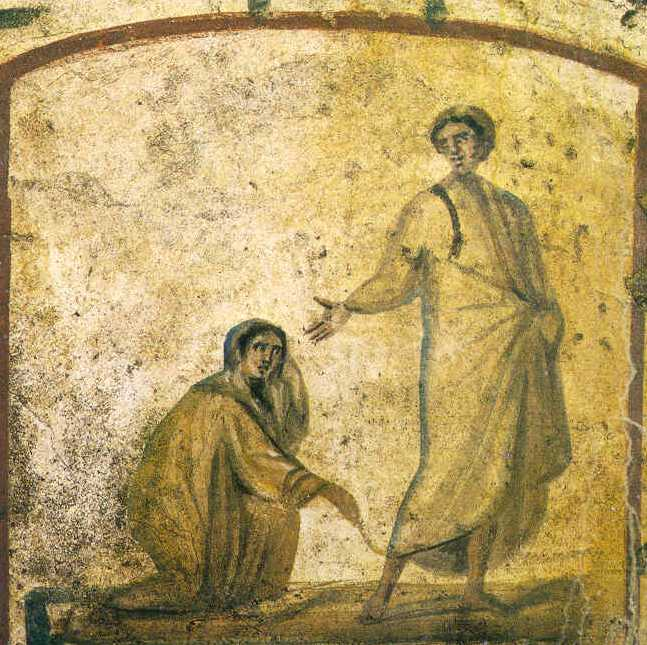
شفای زن زخمی
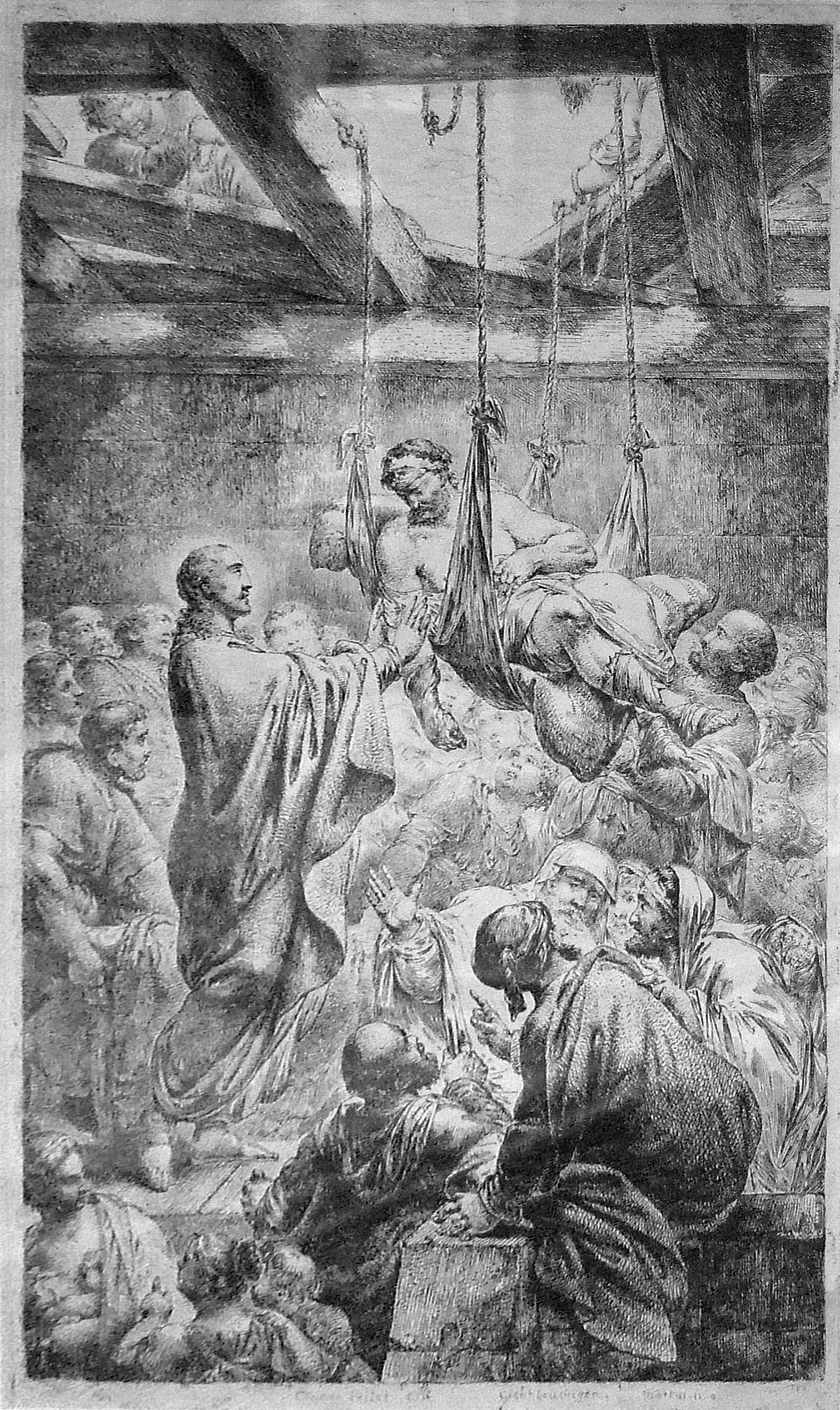
شفای فلج کفرناحوم
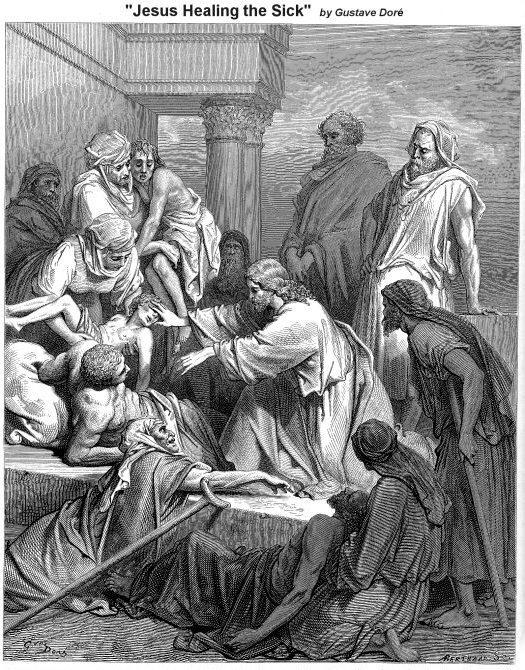
شفا در جنسرات
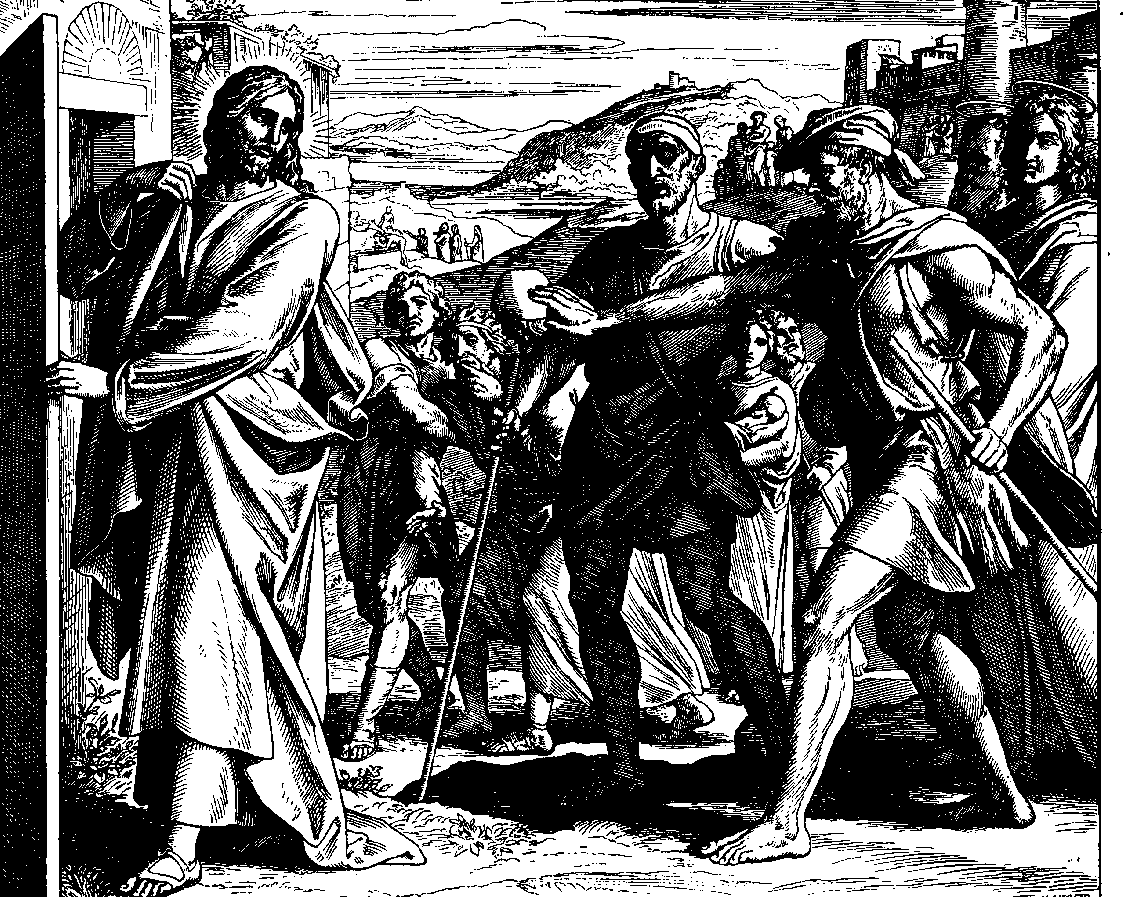
دو مرد نابینا

### جن‌گیری

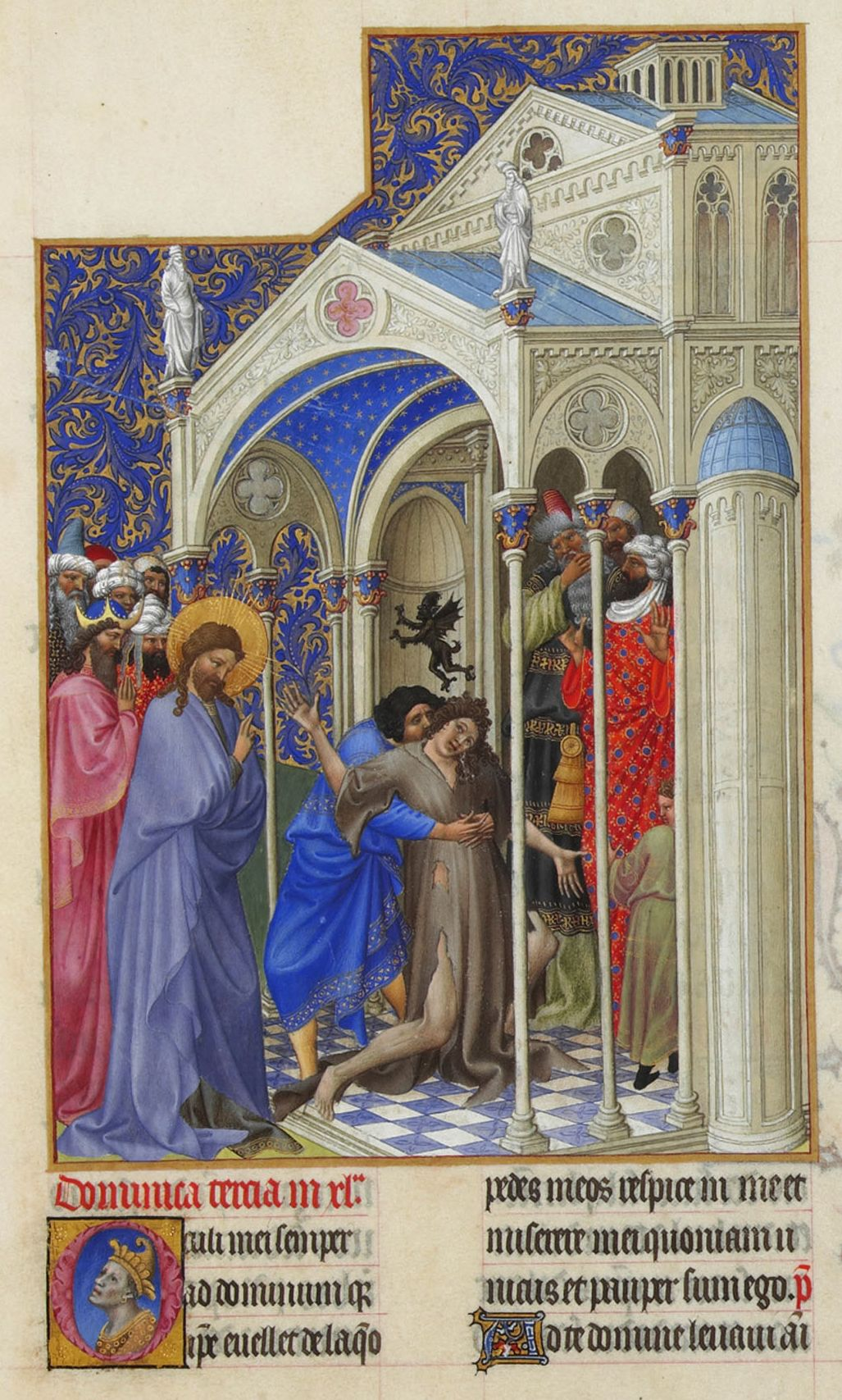
پسری در تسخیر شیطان
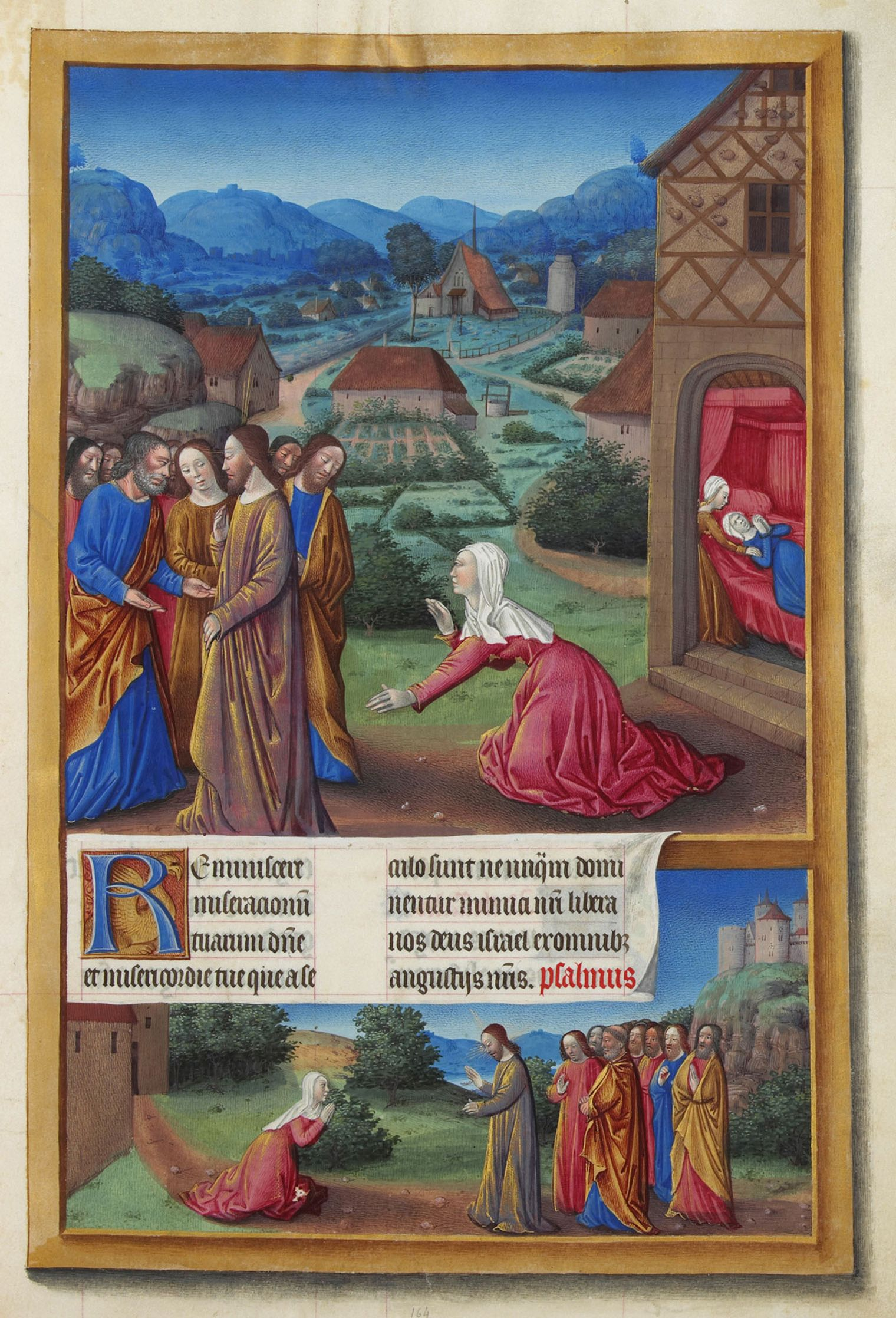
دختر زن کنعانی
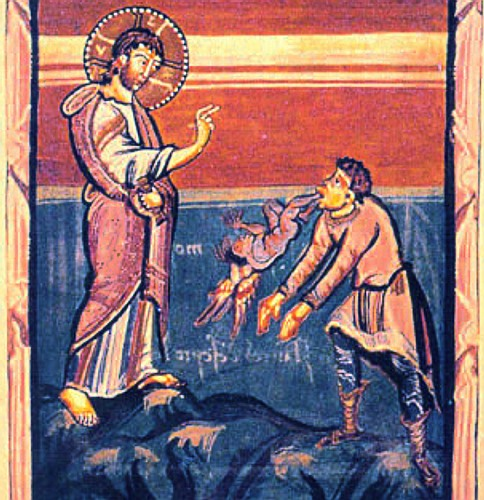
شیطان زده جرجسا
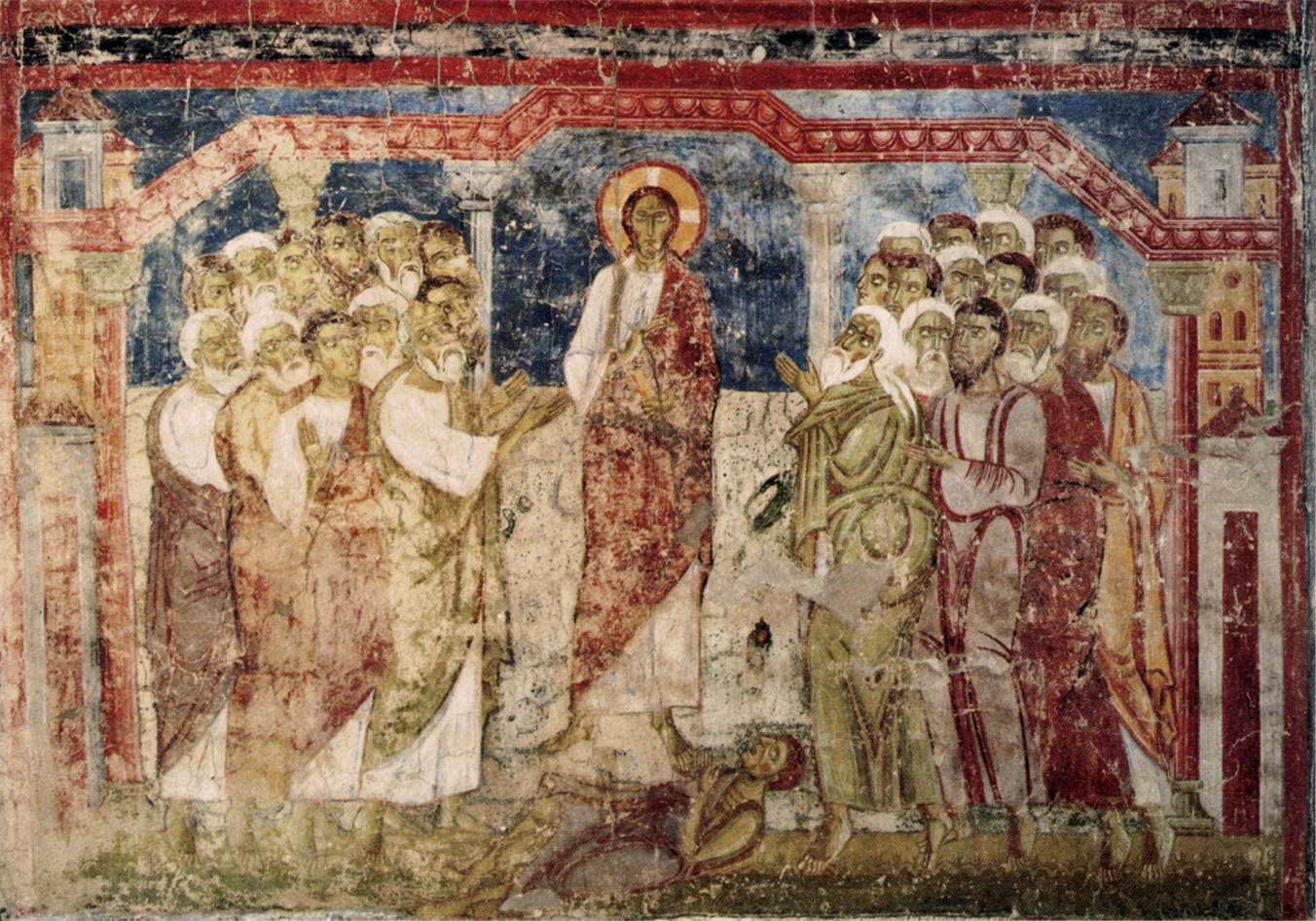
در کنیسه کفرناحوم
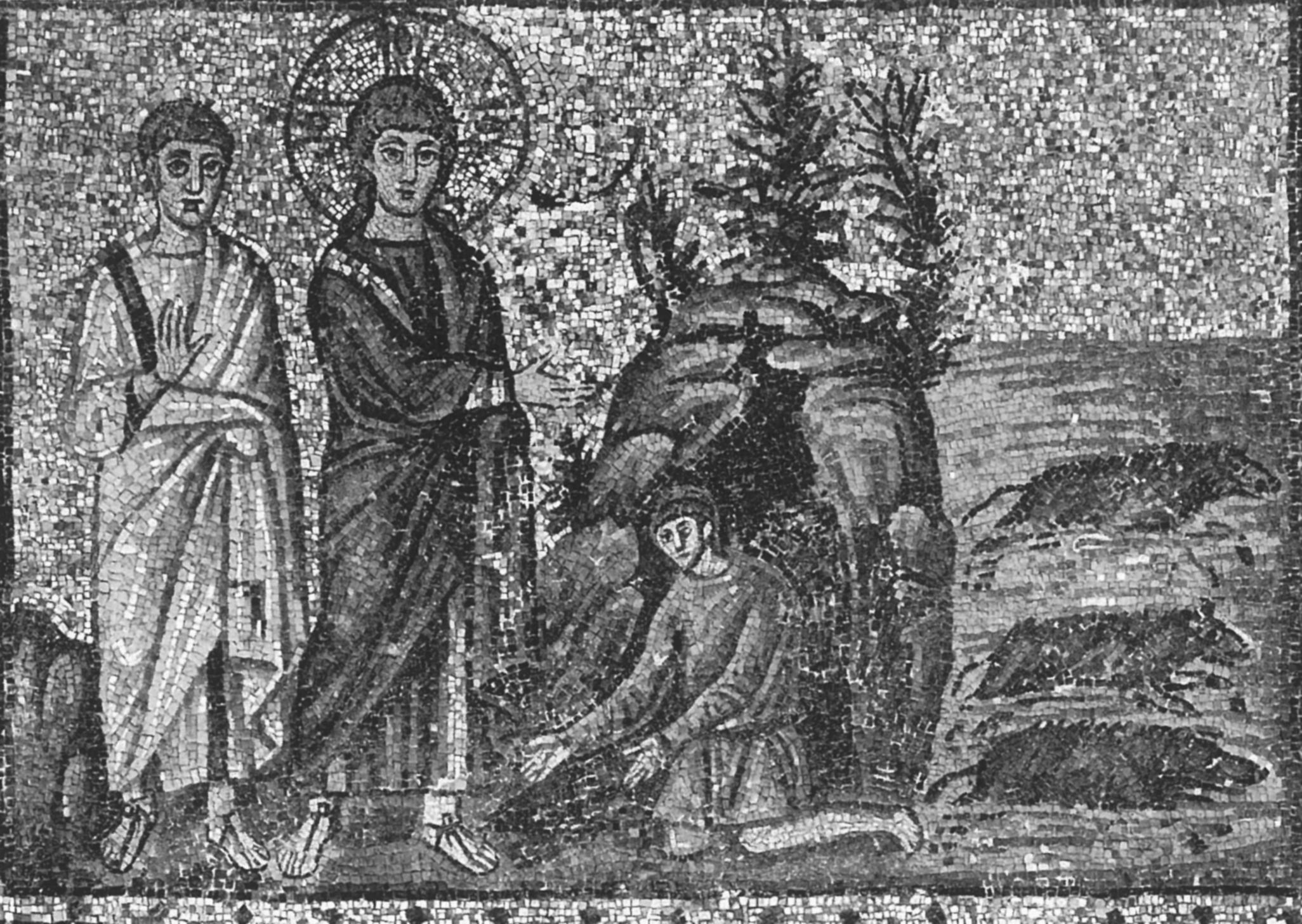
مسیح در غروب جن‌گیری می‌کند
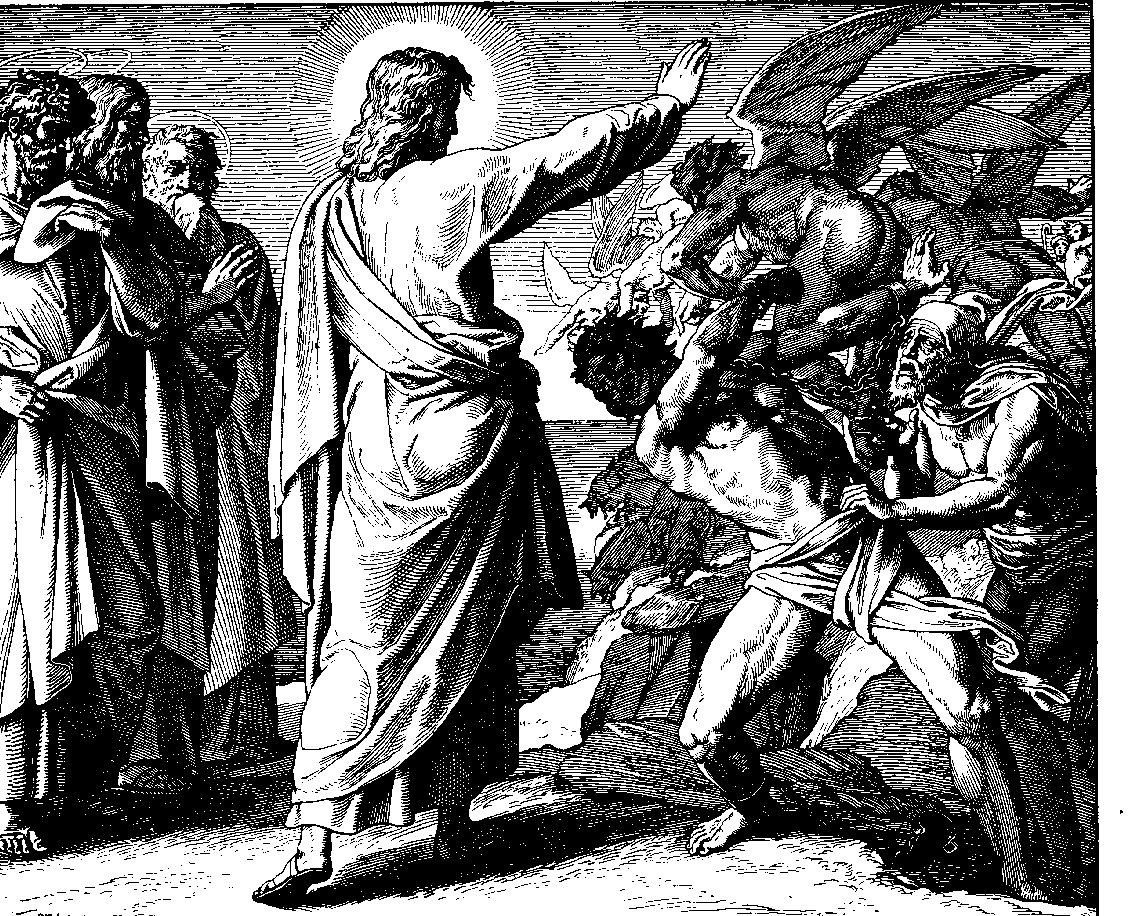
مرد لال و نابینا
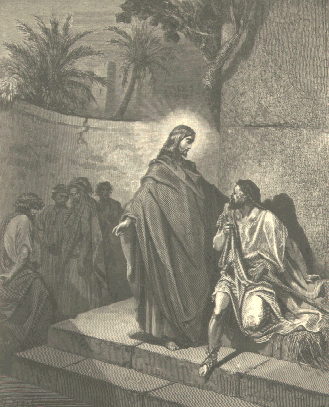
جن‌گیری یک لال

### زنده کردن مردگان

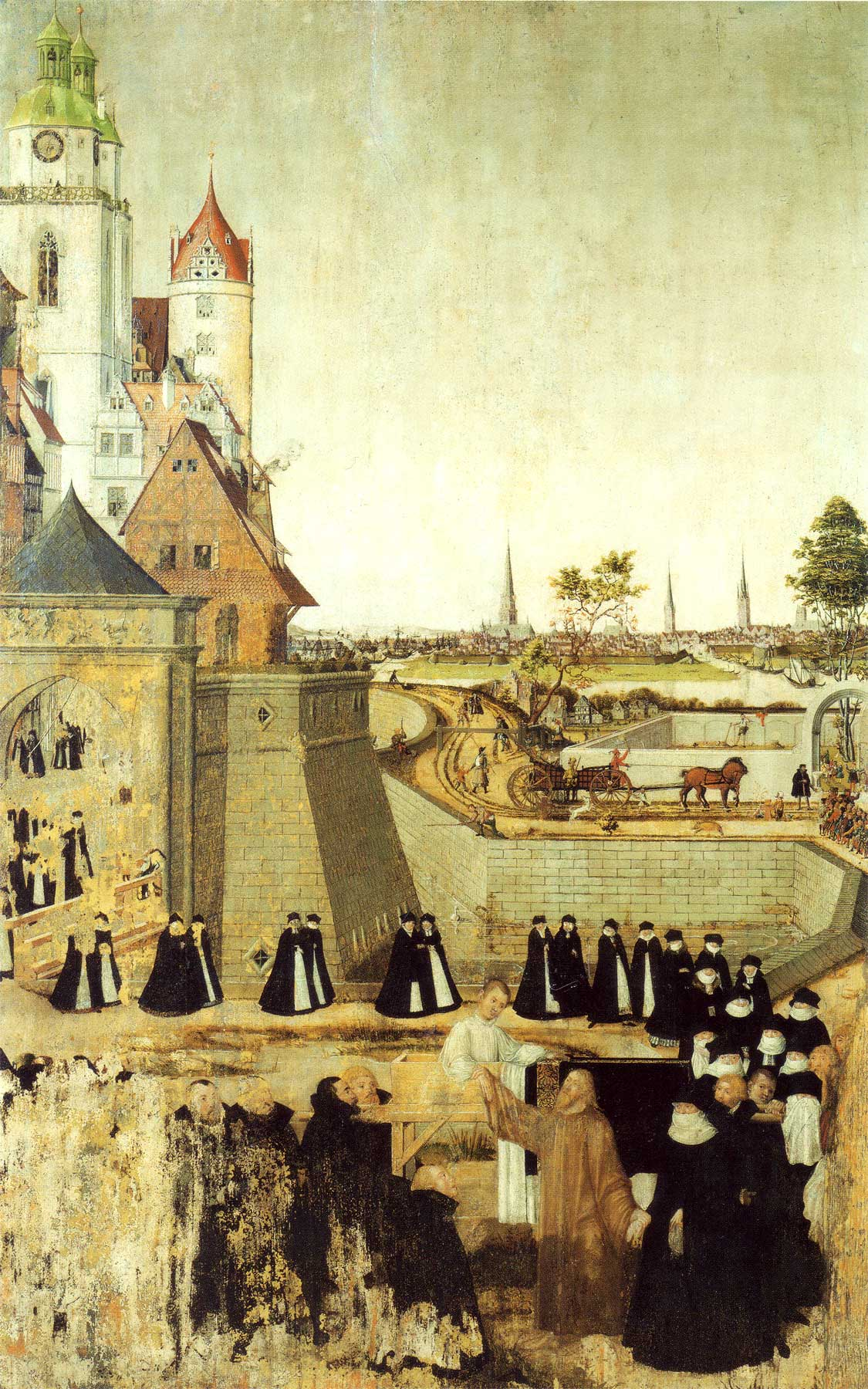
مرد جوان نینی
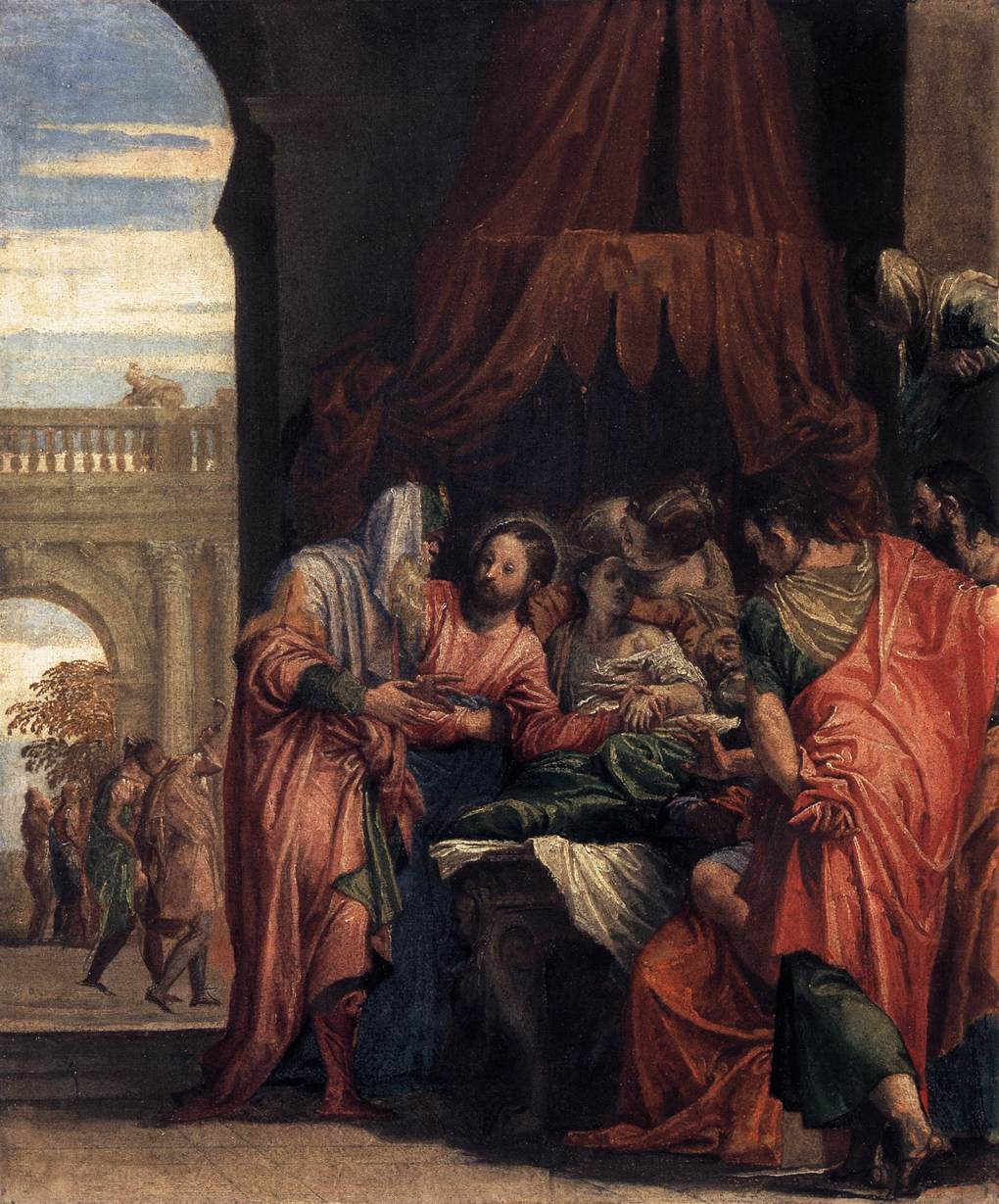
دختر جایروس
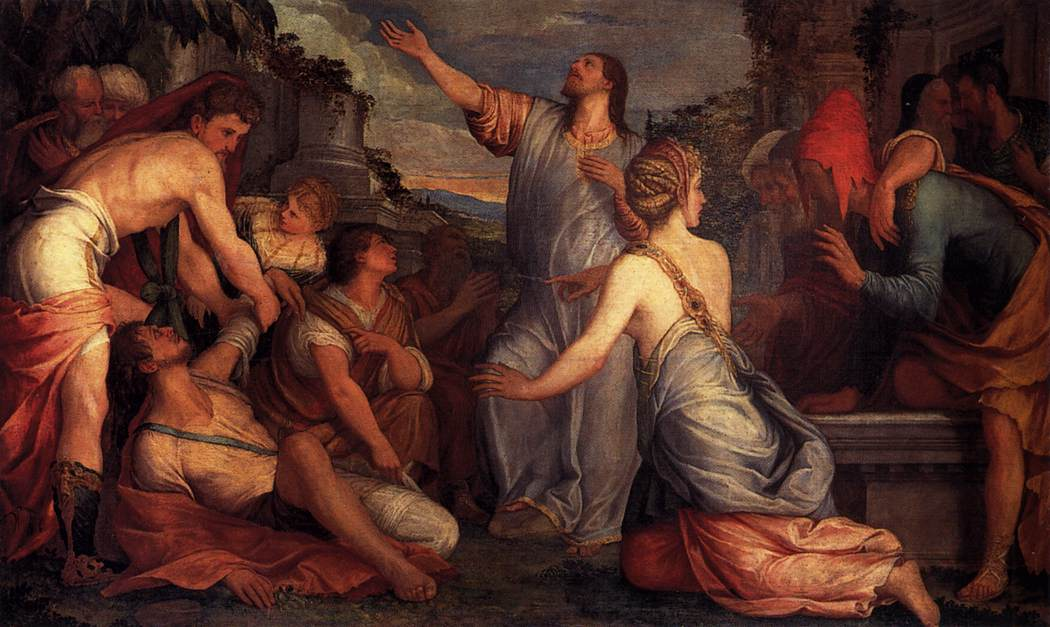
برخاستن ایلعازر

### کنترل بر طبیعت

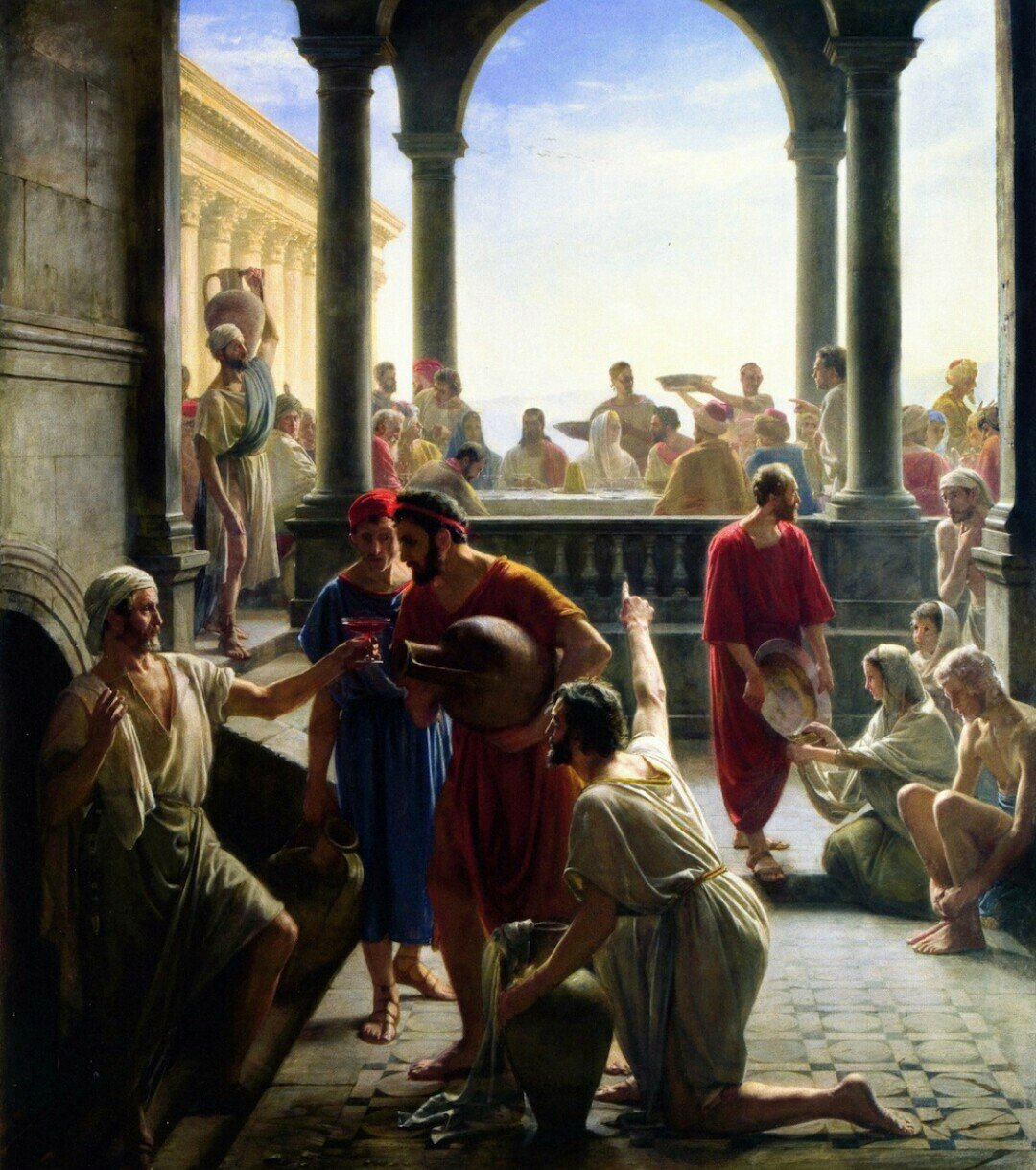
ازدواج در قانا
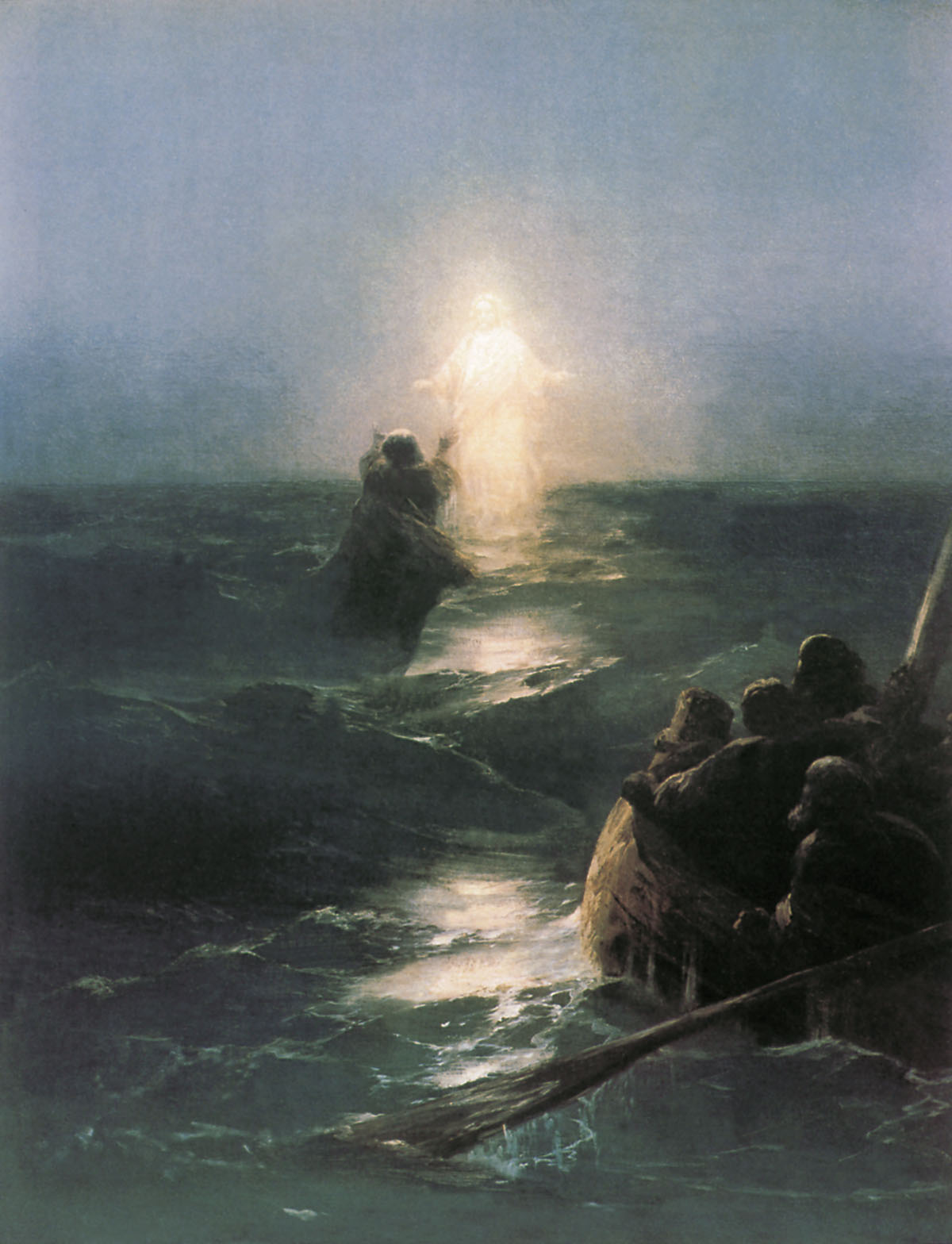
راه رفتن بر آب
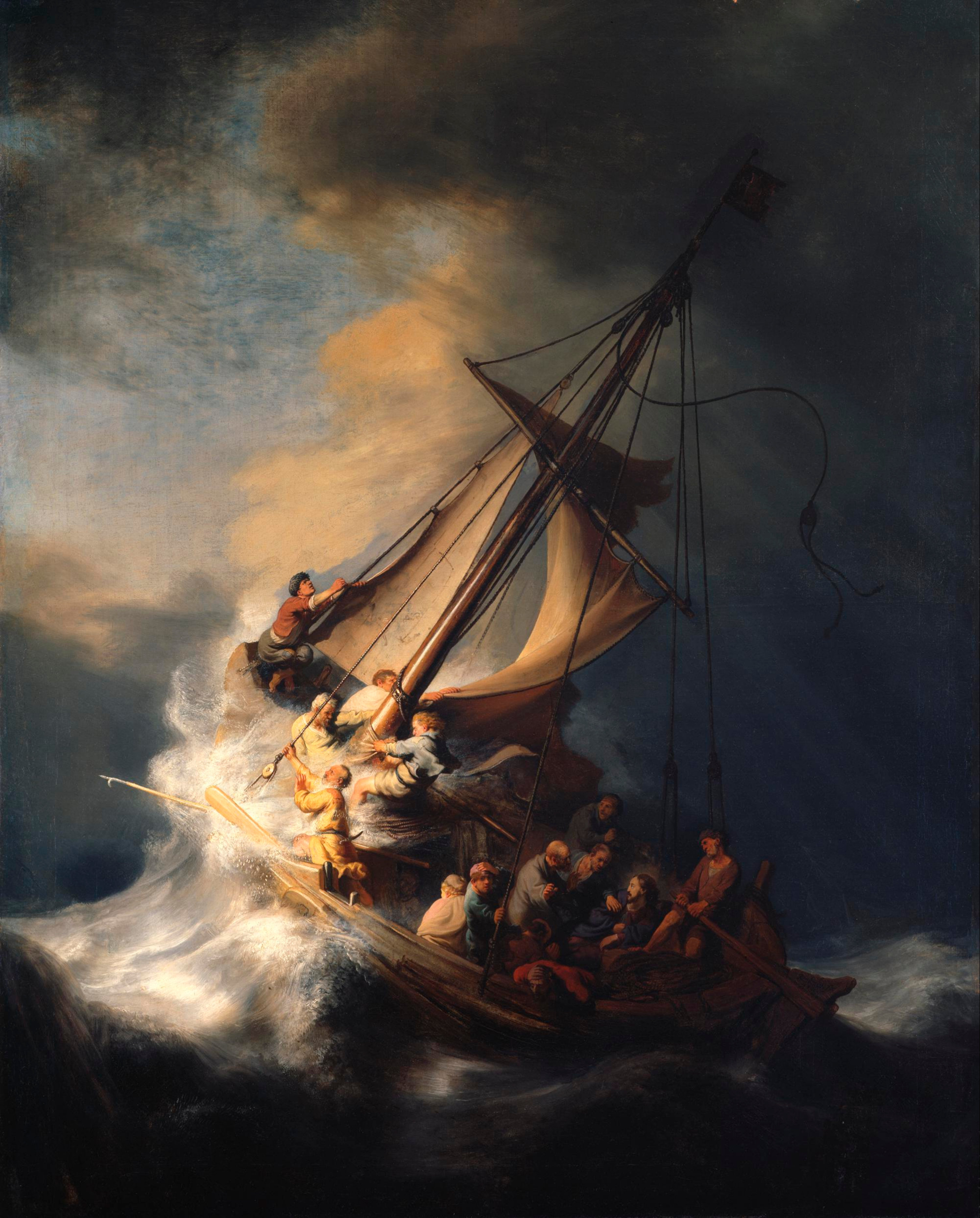
آرام کردن طوفان
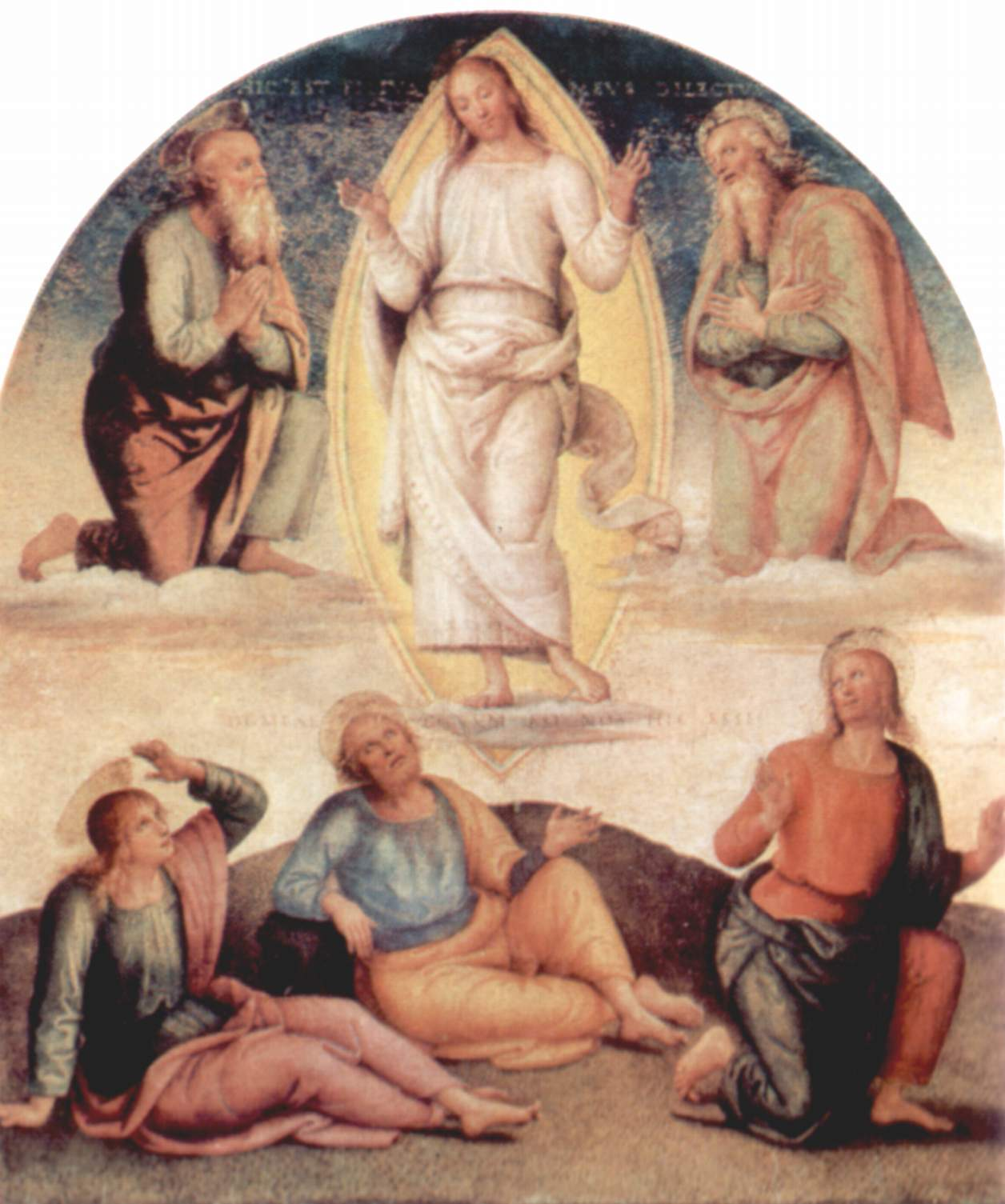
تجلی عیسی
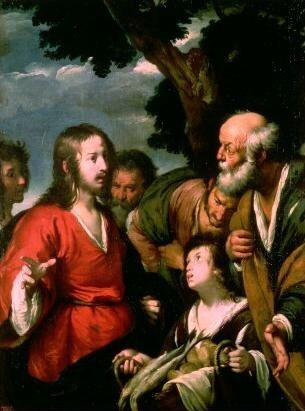
اطعام جمعی بسیار
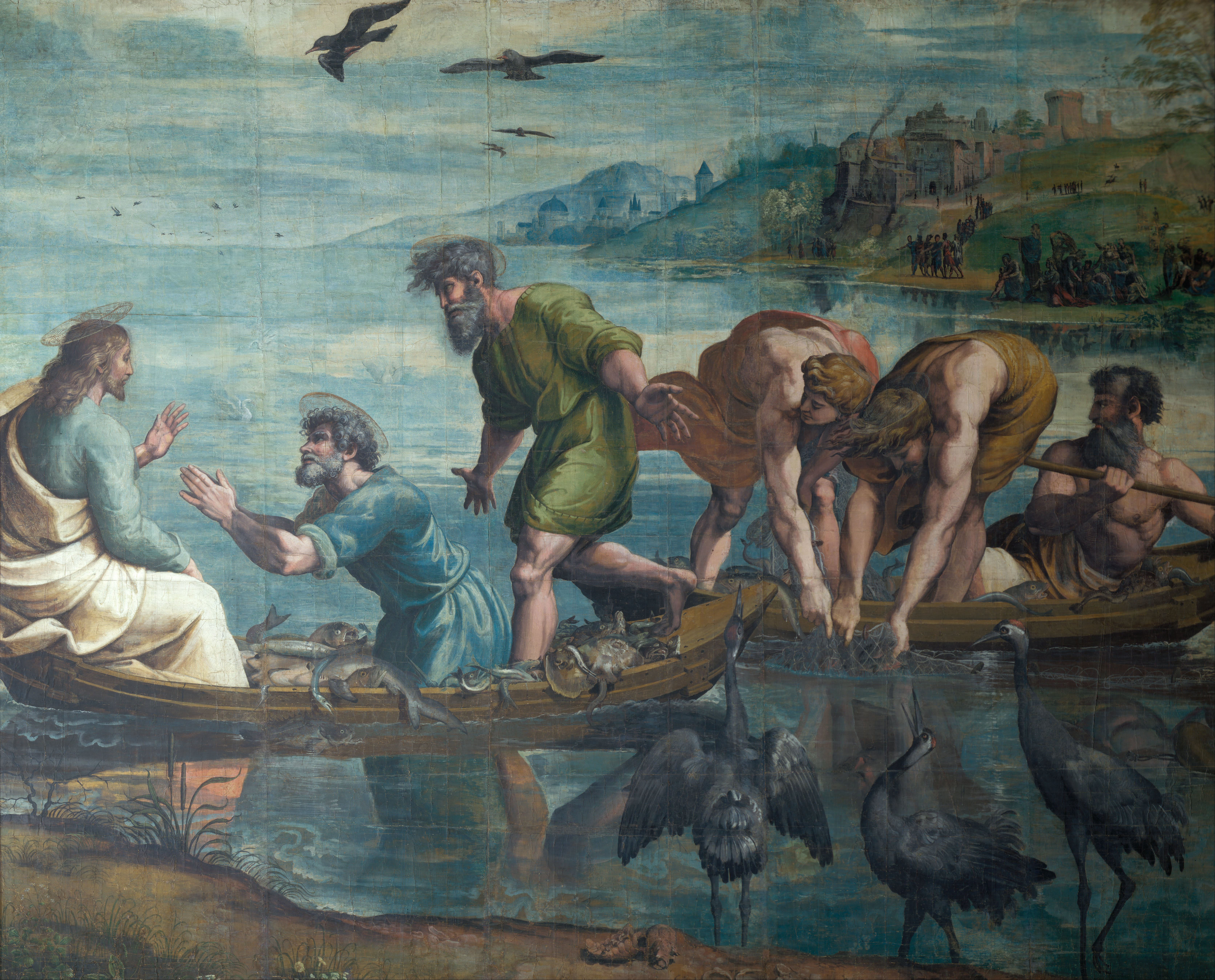
صید ماهی‌ها در دوران قحطی
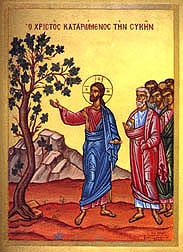
لعنت درخت انجیر
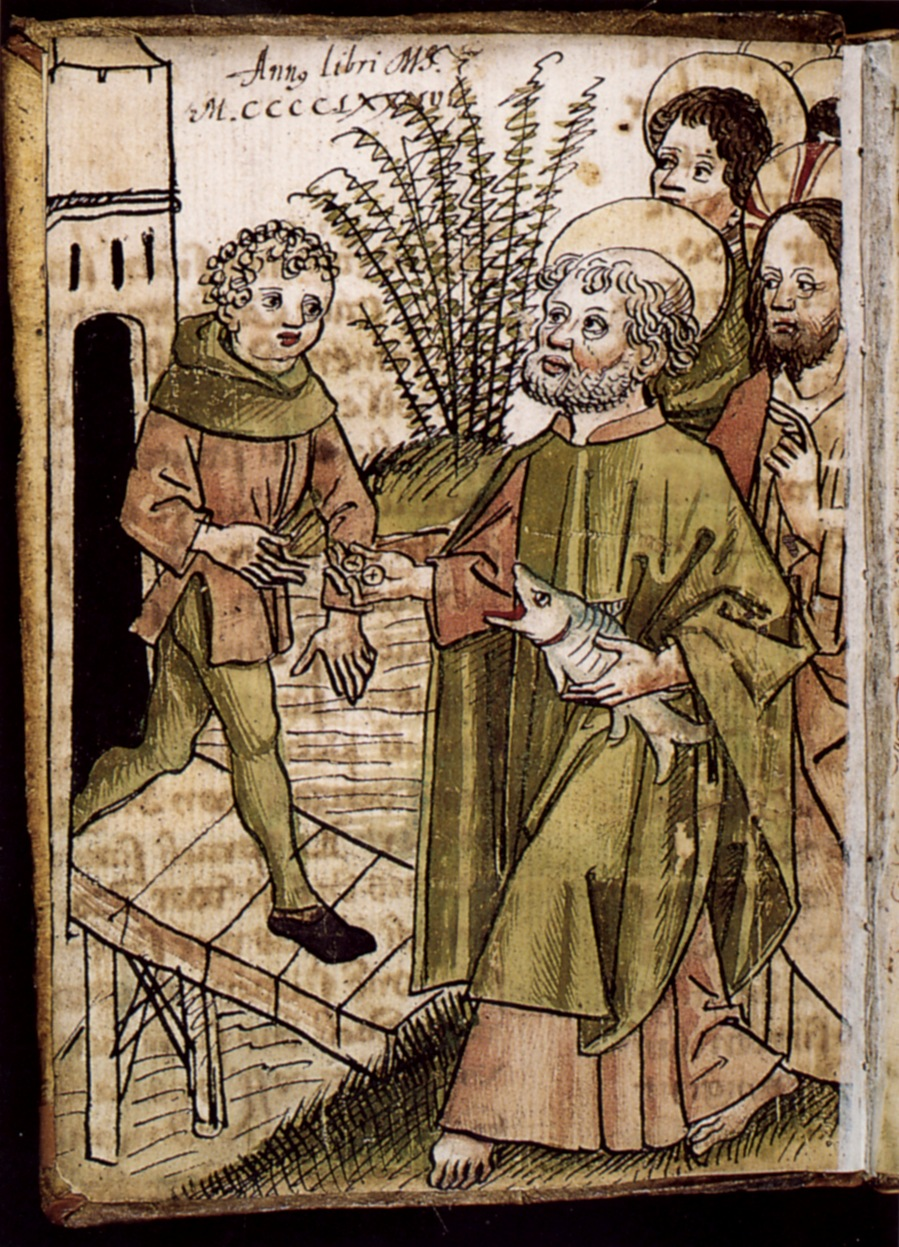
سکه در دهان ماهی